# Suleiman Ali Nashnush
Suleiman Ali Nashnush (in arabo سليمان علي نشنوش‎?; Tripoli, 17 agosto 1943 – Tripoli, 25 febbraio 1991) è stato un cestista e attore libico.

## Biografia
È ritenuto il giocatore di pallacanestro più alto di tutti i tempi: era alto 245 cm. Nel 1960 si sottopose a Roma ad un intervento per ridurre la sua crescita. Nel 1962 era tra i giocatori della nazionale della Libia. Ebbe una piccola parte nel film di Federico Fellini Satyricon e morì il 25 febbraio 1991. Detiene il record di sportivo più alto, quattordicesima persona più alta di sempre, attore più alto e persona più alta tra il 1990 e il 1991.